# Rallye autrichien des Alpes 1972
Le Rallye autrichien des Alpes 1972 (43. Österreichische Alpenfahrt), disputé du 6 au 9 septembre 1972, est la vingt-deuxième manche du Championnat international des marques (IRC) courue depuis 1970 et la sixième manche du Championnat international des marques 1972.

## Contexte avant la course

### Le championnat international des rallyes pour marques
Alors que le championnat d'Europe des rallyes pour conducteurs fut créé en 1953, ce n'est que quinze ans plus tard, en 1968 qu'apparut le championnat d'Europe des rallyes pour marques (ERC), Ford devenant cette année-là le premier constructeur titré dans la discipline. En 1970, le championnat devint intercontinental et fut rebaptisé championnat international des rallyes pour marques (IRCM) en intégrant une épreuve africaine, le Safari, le Rallye du Maroc venant s'ajouter à son calendrier dès l'année suivante. Après l'annulation récente de la Coupe des Alpes, faute de participants, le calendrier 1972 ne comprend plus neuf manches (six en Europe, deux en Afrique et une en Amérique du Nord). Le barème d'attribution des points a été modifié cette année, correspondant à celui prévu pour le futur championnat du monde des rallyes qui sera mis en place en 1973. Les épreuves sont réservées aux catégories suivantes :
- Groupe 1 : voitures de tourisme de série
- Groupe 2 : voitures de tourisme spéciales
- Groupe 3 : voitures de grand tourisme de série
- Groupe 4 : voitures de grand tourisme spéciales

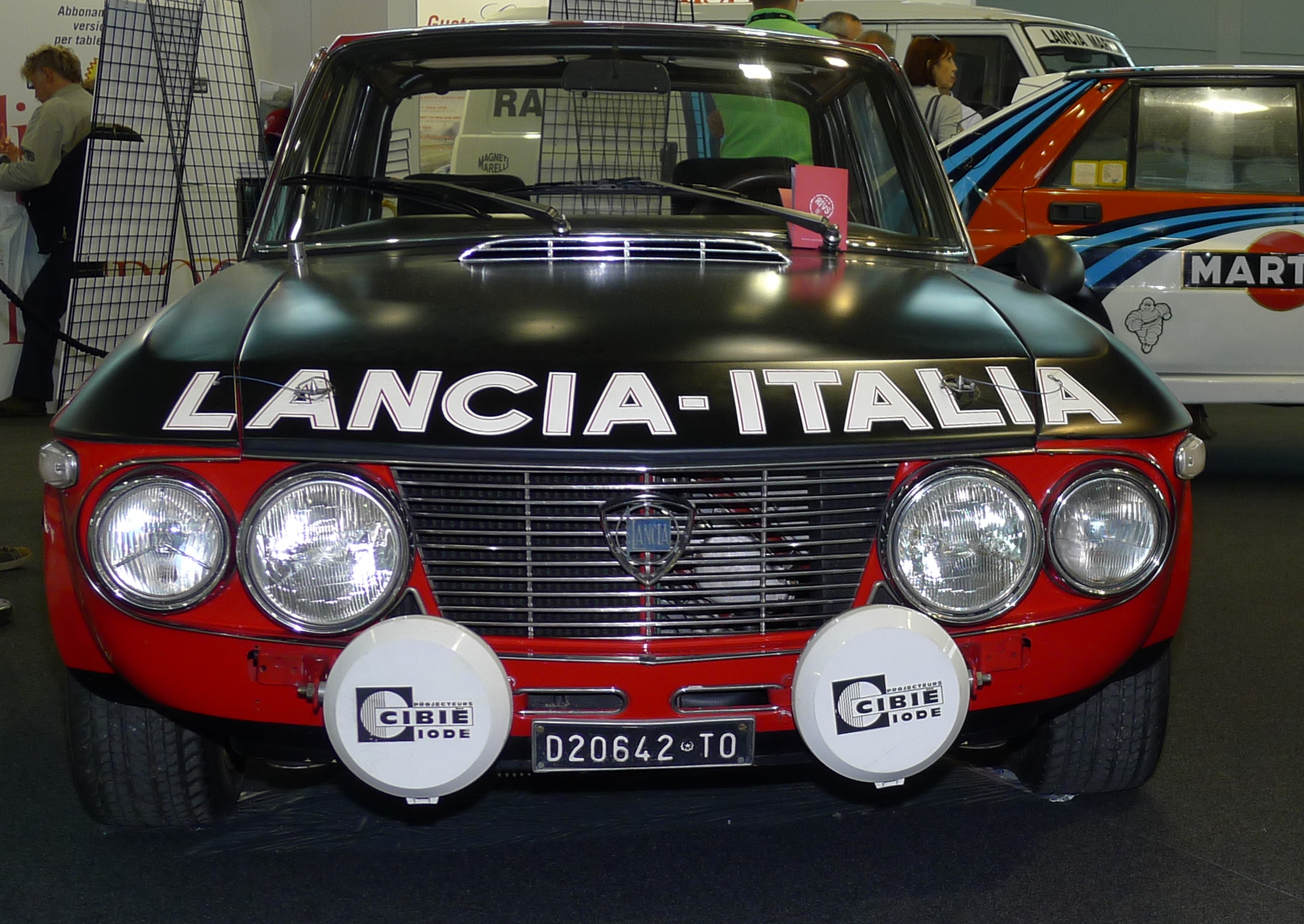
La Lancia Fulvia HF s'est imposée à Monte-Carlo et au Maroc.

Après une saison 1971 dominée par Alpine-Renault, le championnat 1972 est plus ouvert, le constructeur français ayant perdu tout espoir de conserver son titre après les déboires mécaniques rencontrés dans les épreuves où il était officiellement engagé. Désormais seule équipe régulièrement présente, la Scuderia Lancia, victorieuse à deux reprises cette année, figure confortablement en tête du classement, comptant 22 points d'avance sur Porsche, marque qui ne participe pas officiellement mais est largement représentée par ses clients.

### L'épreuve
Créé en 1910 sous l'appellation Österreichische Alpenfahrt, le Rallye autrichien des Alpes fut longtemps réputé pour l'une des plus difficiles épreuves routières européennes. Également ouverte aux motocyclettes après la seconde guerre mondiale, afin de pallier le manque de voitures inscrites, l'épreuve redevint spécifiquement course automobile en 1964, année de son intégration au Championnat d'Europe des rallyes. Organisée par l'ÖAMTC, elle figure au calendrier du Championnat international des marques depuis sa création en 1970. L'édition 1971 du Rallye autrichien des Alpes a été remportée par l'Alpine A110 du Suédois Ove Andersson.

## Le parcours
- départ : 6 septembre 1972 de Baden
- arrivée : 9 septembre 1972 à Baden
- distance : 2 492 km dont 329,5 km sur 17 épreuves spéciales
- surface : principalement terre
- Parcours divisé en trois étapes[3]

### Première étape
- Baden - Semmering - Graz, du 6 au 7 septembre
- 8 épreuves spéciales, 164,5 km

### Deuxième étape
- Graz - Semmering, du 7 au 8 septembre
- 5 épreuves spéciales, 86 km

### Troisième étape
- Semmering - Baden, du 8 au 9 septembre
- 4 épreuves spéciales, 79 km

## Les forces en présence
- Fiat

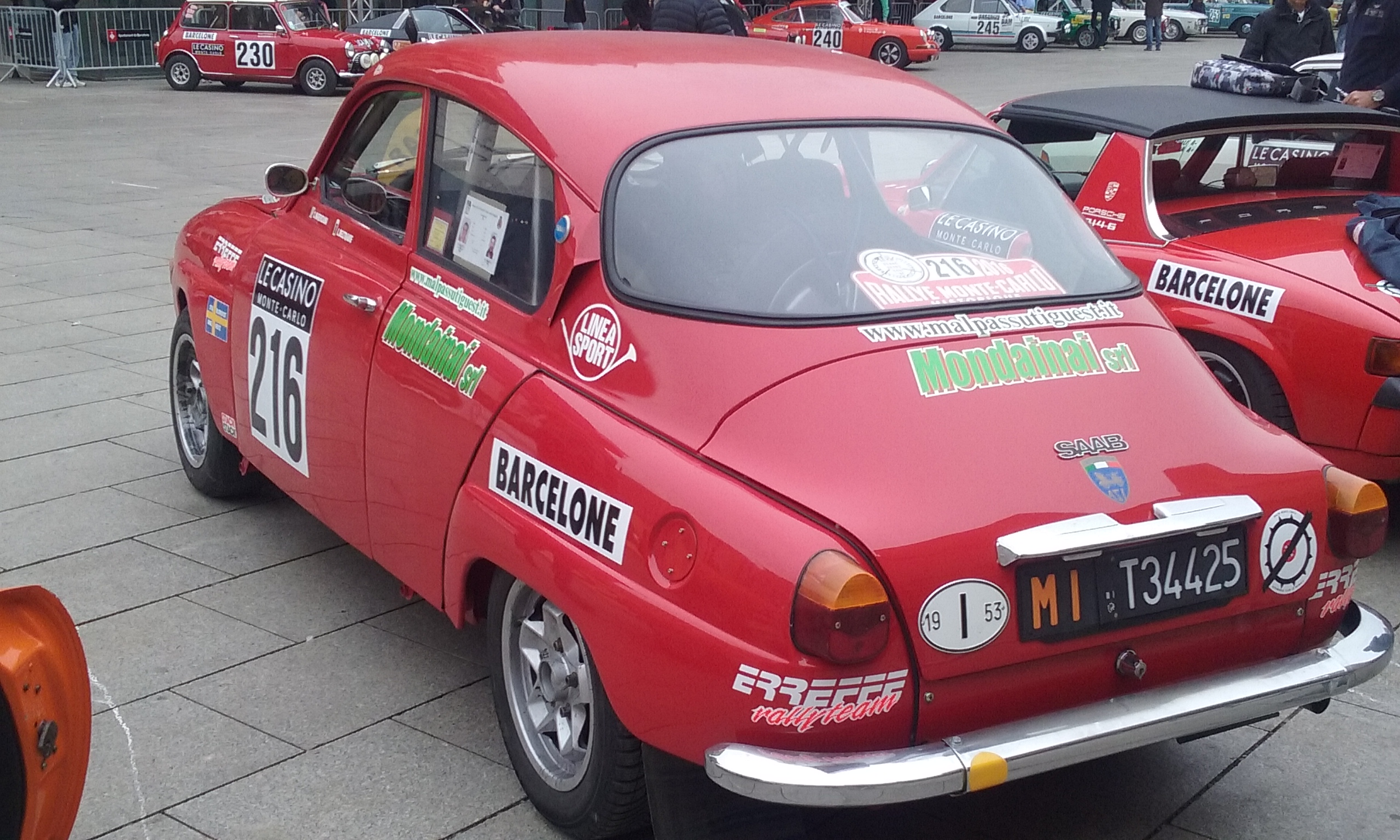
Une Saab 96 V4 Groupe 2 lors d'une manifestation historique.

La marque turinoise aligne deux 124 Spider Groupe 4, confiés aux équipages Håkan Lindberg/Helmut Eisendle et Alcide Paganelli/Ninni Russo. Contrairement à la version décapotable dont ils dérivent, ils possèdent un toit rigide non amovible. Pesant environ une tonne, ces voitures à transmission classique sont dotées d'un moteur quatre cylindres de 1608 cm3 développant 155 chevaux. Les Fiat utilisent des pneus Pirelli.
- Lancia

Trois coupés Fulvia HF Groupe 4 ont été préparés par la Scuderia Lancia. Ils sont aux mains de Harry Källström/Gunnar Häggbom, Simo Lampinen/Sölve Andreasson et Sergio Barbasio/Piero Sodano. Ces tractions avoisinent la tonne. Leur moteur V4 de 1584 cm3 est alimenté par deux carburateurs Dell'Orto à double-corps et délivre 160 chevaux à 7000 tr/min. Les pneus sont fournis par Pirelli.
- Saab

Le constructeur suédois a confié une 96 Groupe 2 à son équipage vedette, Stig Blomqvist/Arne Hertz, tandis que Per Eklund (navigué par Bo Reinicke), bien qu'officiellement engagé par l'usine, court sur sa voiture personnelle, aux caractéristiques identiques. Ces coaches sont des tractions pesant environ 1050 kg et sont animés par un V4 Ford de 1842 cm3, alimenté par deux carburateur double-corps Weber. Leur puissance atteint 145 chevaux. Les Saab sont chaussées de pneus Dunlop.
- BMW

Comme en Grèce, trois 2002 Ti Groupe 2 officielles sont présentes, aux mains de Rauno Aaltonen/John Davenport, Achim Warmbold/Willi-Peter Pitz et Tony Fall/Mike Wood. Ces berlines «deux portes» à transmission classique pèsent environ une tonne. Leur moteur quatre cylindres de 1990 cm3 est alimenté par deux carburateurs double-corps et développe 190 chevaux. Les BMW utilisent des pneus Pirelli. Quelques équipages locaux s'alignent sur des modèles identiques. Patronnée par l'équipementier Bosch, la 2002 Ti de Victor Dietmayer et Oswald Schurek, d'une puissance de 130 chevaux, représente la marque munichoise en Groupe 1.
- Citroën

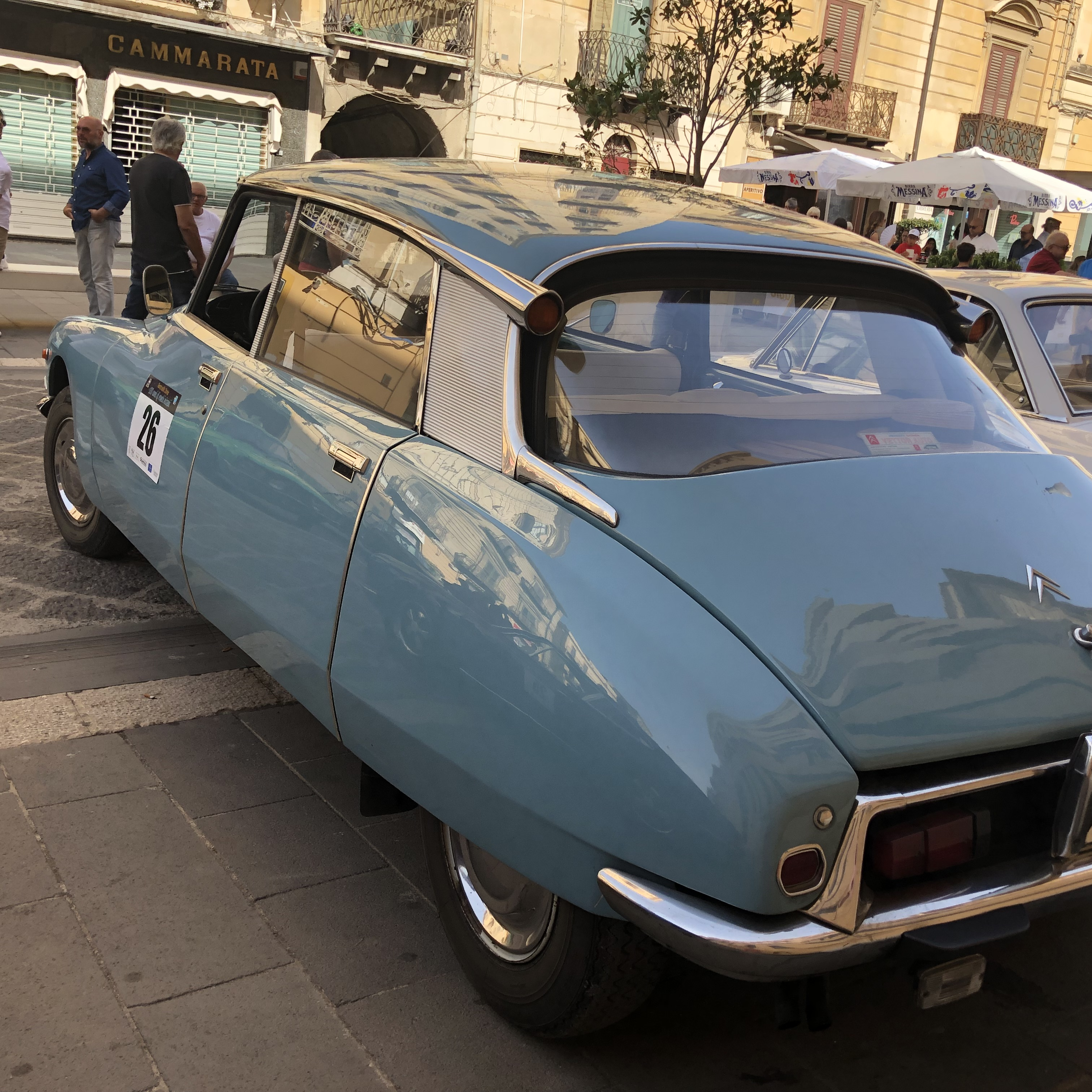
Les DS21 Groupe 2 officielles ont un aspect extérieur proche de ce modèle de série.

Responsable de Citroën Racing, Marlène Cotton a engagé trois DS 21 Groupe 2 pour les équipages autrichiens Richard Bochnicek/Sepp-Dieter Kernmayer, Friedrich Bernard Mann/Helmut Zitta et Walter Lux/Kurt Nestinger. Ces grandes berlines de 1300 kg sont des tractions à moteur quatre cylindres de 2495 cm3, alimenté par injection électronique et développant 185 chevaux. Elles se carctérisent par leur système de suspension hydropneumatique, particulièrement efficace sur les pistes défoncées. Les DS sont chaussées de  pneus Michelin.
- Volkswagen

Le Bosch Team aligne quatre Volkswagen 1302 S Groupe 2, dont la préparation a été confiée à Porsche Salzburg. Disposé en porte-à-faux arrière, leur quatre cylindres de 1584 cm3, refroidi par air, développe 130 chevaux à 7000 tr/min. Ces voitures de 900 kg, équipées de pneus Pirelli, sont confiées à Günther Janger/Harald Gottlieb, Edgar Herrmann/Reinhard Knoll, Gernot Fischer/Wolfgang Tazl et Georg Fischer/Hans Siebert. Quelques 1302 S privées sont également au départ, dont celle de Franz Wittmann/Helmut Berger.
- Alpine-Renault

Inscrits sur une berlinette A110 1600 S Groupe 4 (800 kg, moteur arrière, 1596 cm3, 160 chevaux), Klaus Russling et Wolfgang Weiss forment l'équipage autrichien le plus performant.
- Opel

Engagé par le Hella Racing Team Racing Team, Gunnar Blomqvist dispose d'une Ascona Groupe 2, berline à transmission classique dotée d'un moteur quatre cylindres de 1900 cm3 d'une puissance de 150 chevaux.
- Porsche

Les Autrichiens Erich Haberl et Johann Fritz prendront le départ sur une Porsche 911 S Groupe 4. Ce coupé est motorisé par un six cylindres à plat refroidi par air, disposé en porte-à-faux arrière.

## Déroulement de la course

### Première étape

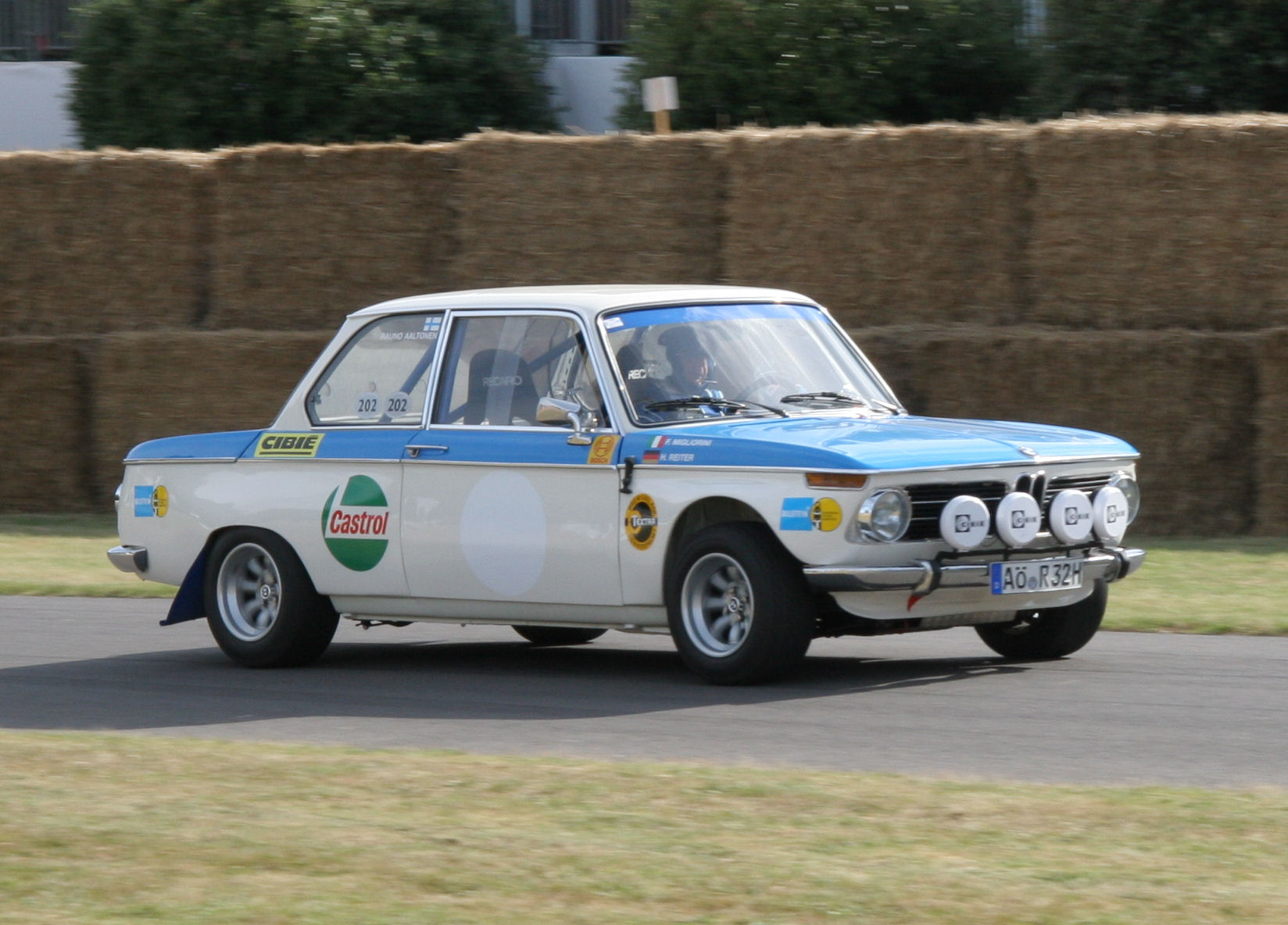
Au volant d'une BMW 2002 Ti Groupe 2 semblable à celle-ci, Achim Warmbold a dominé le début de course.

Les cinquante-huit équipages s'élancent du Kurpark de Baden le mercredi soir, en direction de Semmering. La première épreuve spéciale se déroule à partir de vingt-trois heures. Achim Warmbold s'y impose et prend le commandement de la course, la BMW du pilote allemand devançant de trois secondes la Saab de Stig Blomqvist. Troisième sur sa Lancia, Simo Lampinen est à huit secondes du leader. L'une des quatre Volkswagen officielles est déjà hors course, l'équipage Edgar Herrmann/Reinhard Knoll s'étant trompé de route et n'ayant pu rejoindre le poste contrôle dans les délais autorisés. La BMW de Tony Fall et Mike Wood est également éliminée : après deux casses consécutives d'un rotor d'allumage, l'équipage britannique a perdu une vingtaine de minutes au point d'assistance, dont il est reparti sans faire effectuer le plein de carburant ! Tombée en panne sèche, la voiture fut volontairement retirée de la course. Warmbold accentue son dans le secteur de Mönichwald où Blomqvist, en difficulté avec ses freins, sort brutalement de la route juste avant Waldbach. La Saab a perdu une roue et n'est pas réparable sur place, son pilote empruntant l'autoroute pour la ramener dans cet état à Baden ! Lampinen hérite de la deuxième place, avec déjà près d'une minute de retard sur la voiture de tête. Il est talonné par la deuxième BMW, aux mains de Rauno Aaltonen. Alcide Paganelli, qui occupait le sixième rang, a endommagé sa Fiat sur un rocher et perdu de nombreuses places. Warmbold va poursuivre sa domination jusqu'à Maria Lankowitz ; après quatre épreuves chronométrées, il possède alors près d'une minute et demie d'avance sur Lampinen et deux sur la Fiat d'Håkan Lindberg. Aaltonen a été retardé par le passage d'un train et accuse désormais plus de quatre minutes de retard. Paganelli a encore perdu des places, une crevaison l'ayant contraint de parcourir une dizaine de kilomètres sur la jante. Dans le secteur suivant, Warmbold, qui dominait très largement l'épreuve, négocie mal une épingle à droite et met sa BMW sur le toit. L'équipage parvient à la remettre sur ses roues et à repartir, mais le pavillon est enfoncé et les vitres ont volé en éclats ; l'abandon est inévitable. Paganelli a également renoncé, moteur cassé, tout comme Richard Bochnicek (Citroën DS), embrayage hors d'usage. Lampinen prend la tête, avec près d'une minute d'avance sur Lindberg et trois sur Aaltonen, bien revenu. Le pilote finlandais n'ira cependant guère plus loin, le différentiel de la dernière BMW officielle lâchant en abordant la partie styrienne du rallye. Toujours deuxième, Lindberg va ensuite légèrement réduire son retard sur Lampinen, qui conserve néanmoins une demi-minute d'avance sur son principal adversaire lorsque les voitures regagnent le parc fermé de Graz. Initialement retardé par des problèmes de freins, Per Eklund (Saab) est remonté en troisième position, devant l'Alpine privée de Klaus Russling. Au volant de sa Volkswagen, l'espoir autrichien Georg Fischer est sixième, juste derrière la Lancia de Sergio Barbasio. Handicapé depuis le départ par un moteur manquant de puissance, Harry Källström a renoncé après la dernière spéciale de la soirée, le joint de culasse de sa Lancia ayant claqué.
| Pos. | Pilote          | Copilote         | Voiture                | Groupe | Temps             | Écart    |
| ---- | --------------- | ---------------- | ---------------------- | ------ | ----------------- | -------- |
| 1    | Simo Lampinen   | Sölve Andreasson | Lancia Fulvia coupé HF | 4      | 2 h 02 min 55 s 3 |          |
| 2    | Håkan Lindberg  | Helmut Eisendle  | Fiat 124 Spider        | 4      | 2 h 03 min 23 s 9 | + 28 s 6 |
| 3    | Per Eklund      | Bo Reinicke      | Saab 96 V4             | 2      |                   |          |
| 4    | Klaus Russling  | Wolfgang Weiss   | Alpine A110 1600 S     | 4      |                   |          |
| 5    | Sergio Barbasio | Piero Sodano     | Lancia Fulvia coupé HF | 4      |                   |          |
| 6    | Georg Fischer   | Hans Siebert     | Volkswagen 1302 S      | 2      |                   |          |

### Deuxième étape
Les équipages repartent après deux heures de pause. Lampinen attaque et accroît progressivement son avance sur Lindberg. Une erreur de navigation coûte près de dix minutes à Eklund, qui perd quelques places. Russling est désormais troisième, devant Barbasio, qui revient bientôt sur l'Autrichien et va profiter d'une légère sortie de route de l'Alpine pour le déborder. Peu avant Gaal, Lindberg crève et doit accomplir une dizaine de kilomètres avec un pneu à plat. Il perd le contact avec Lampinen, qui va rallier Semmering avec une confortable avance de près de trois minutes sur son premier poursuivant. Cinquième derrière Barbasio et Russling, la Volkswagen de Günther Janger a pris la tête du Groupe 2. Il ne reste plus que quinze voitures en course.
| Pos. | Pilote          | Copilote         | Voiture                | Groupe | Temps             | Écart          |
| ---- | --------------- | ---------------- | ---------------------- | ------ | ----------------- | -------------- |
| 1    | Simo Lampinen   | Sölve Andreasson | Lancia Fulvia coupé HF | 4      | 3 h 07 min 58 s 3 |                |
| 2    | Håkan Lindberg  | Helmut Eisendle  | Fiat 124 Spider        | 4      | 3 h 10 min 55 s 0 | + 2 min 56 s 7 |
| 3    | Sergio Barbasio | Piero Sodano     | Lancia Fulvia coupé HF | 4      |                   |                |
| 4    | Klaus Russling  | Wolfgang Weiss   | Alpine A110 1600 S     | 4      |                   |                |
| 5    | Günther Janger  | Harald Gottlieb  | Volkswagen 1302 S      | 2      |                   |                |

### Troisième étape

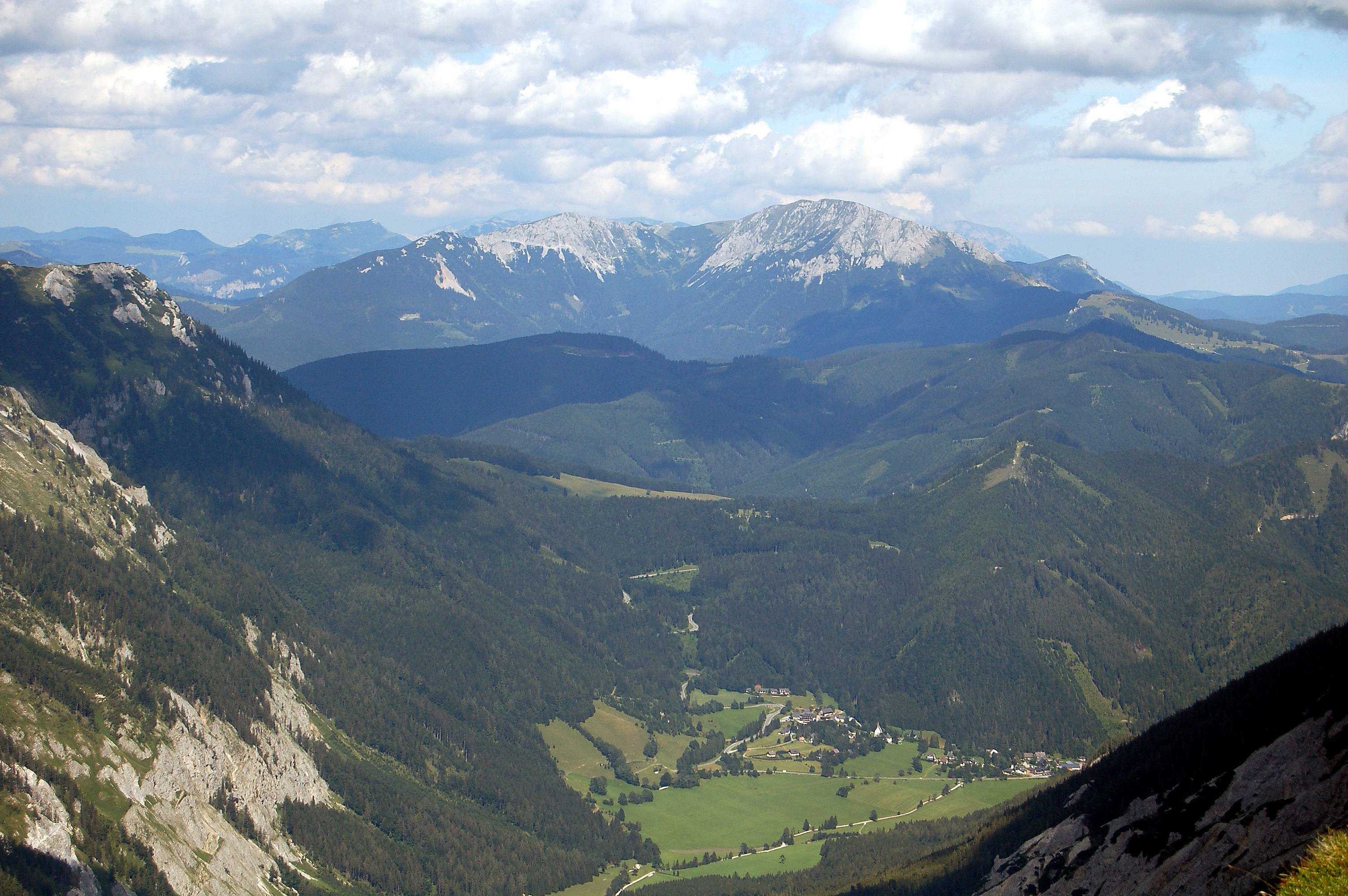
Le parcours de la dernière étape traverse la Hohe Veitsch.

La dernière étape ne comporte que quatre épreuves chronométrées, dont deux empruntant les très mauvais chemins de la montagne Hohe Veitsch. Malgré la pétition signée par les concurrents, le parcours va rester inchangé. Dans le premier passage, Lindberg reprend deux minutes à Lampinen, revenant à cinquante-neuf secondes du pilote Lancia. Celui-ci réagit et réalise le meilleur temps entre Waldbach et Mönichwald. Avec désormais une minute et demie d'avance, il semble avoir course gagnée mais sur le secteur routier le ramenant à Ratten le support de filtre à huile casse, et tout le lubrifiant s'échappe ! L'équipage tente une réparation de fortune en utilisant des pièces prélevées sur la Lancia d'un spectateur complaisant avant de retourner à vitesse réduite vers le point d'assistance, mais les mécaniciens sont déjà partis au point suivant ; l'abandon est inévitable. Lindberg se retrouve en tête avec une confortable avance sur Barbasio et Russling. La malchance va frapper une nouvelle fois la Scuderia Lancia, Barbasio coulant une bielle aussitôt après le départ de l'avant-dernière épreuve spéciale. Russling rencontrant de gros problèmes de boîte de vitesses, Janger accède à la deuxième place, à huit minutes de Lindberg qui va accomplir une fin de course prudente pour remporter sa deuxième victoire consécutive, devant la Volkswagen de Janger, qui s'impose en groupe 2. Bloqué en troisième, Russling a dû solliciter rudement son embrayage, qui n'a pas résisté, et c'est finalement Eklund qui termine à la troisième place. Tige de culbuteur cassée sur sa Volkswagen, Fischer a abandonné à quelques encâblures de l'arrivée. Septième sur sa BMW de série, Victor Dietmayer remporte le Groupe 1. Seulement neuf voitures ont terminé la course, le dernier équipage, arrivé une demi-heure hors délais, n'étant toutefois pas classé.

### Classements intermédiaires
Classements intermédiaires des pilotes après chaque épreuve spéciale.

### Classement général

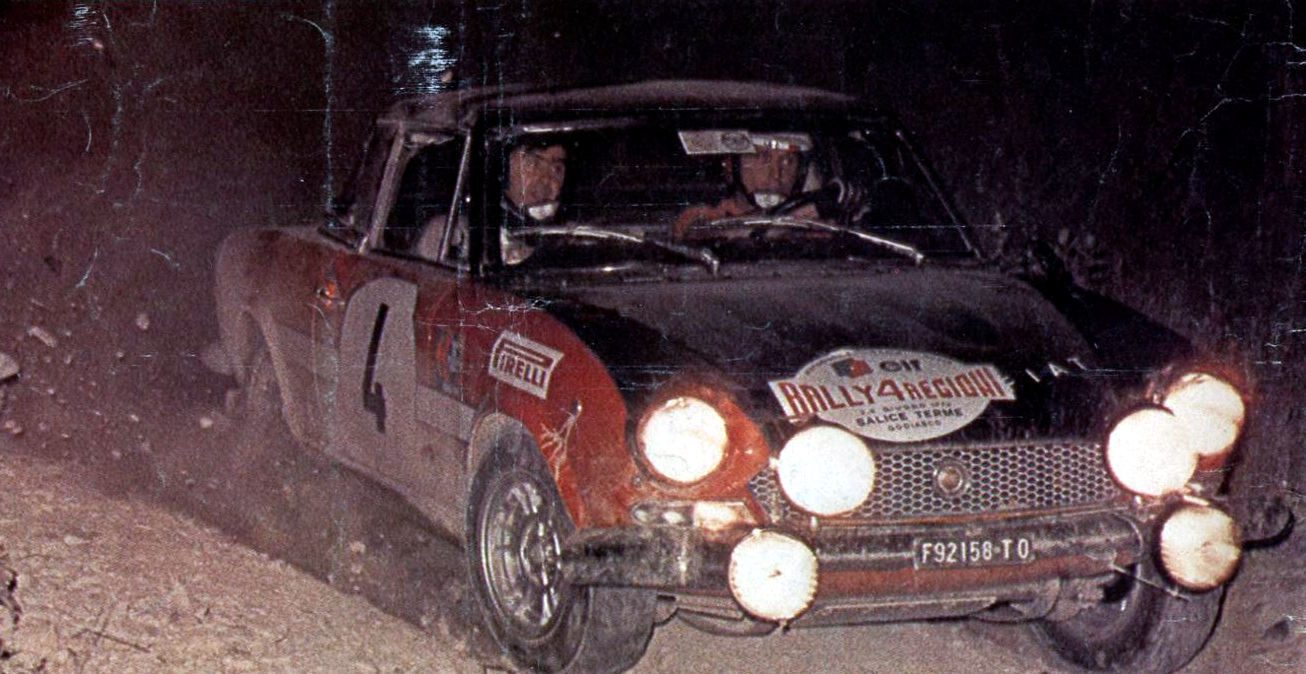
Une Fiat 124 Spider Groupe 4 semblable à la voiture victorieuse d'Håkan Lindberg.

| Pos | No | Pilote              | Copilote        | Voiture                 | Temps             | Écart               | Groupe |
| --- | -- | ------------------- | --------------- | ----------------------- | ----------------- | ------------------- | ------ |
| 1   | 1  | Håkan Lindberg      | Helmut Eisendle | Fiat 124 Spider         | 4 h 17 min 05 s 0 |                     | 4      |
| 2   | 10 | Günther Janger      | Harald Gottlieb | Volkswagen 1302 S       | 4 h 25 min 05 s 5 | + 8 min 00 s 5      | 2      |
| 3   | 12 | Per Eklund          | Bo Reinicke     | Saab 96 V4              | 4 h 32 min 17 s 5 | + 15 min 12 s 5     | 2      |
| 4   | 33 | Herbert Grünsteidl  | Georg Hopf      | Volkswagen 1302 S       | 4 h 35 min 20 s 7 | + 18 min 15 s 7     | 2      |
| 5   | 18 | Erich Haberl        | Johann Fritz    | Porsche 911 S           | 4 h 41 min 54 s 7 | + 24 min 49 s 7     | 4      |
| 6   | 11 | Gunnar Blomqvist    | Gerhard Kalnay  | Opel Ascona 1.9 SR      | 4 h 43 min 45 s 4 | + 26 min 40 s 7     | 2      |
| 7   | 45 | Victor Dietmayer    | Oswald Schurek  | BMW 2002 Ti             | 5 h 34 min 43 s 4 | + 1 h 17 min 38 s 4 | 1      |
| 8   | 46 | Wolfgang Löffelmann | Peter Wjzner    | Alfa Romeo Giulia Super | 6 h 15 min 57 s 9 | + 1 h 58 min 52 s 9 | 1      |

### Équipages de tête
- ES1 à ES4 :  Achim Warmbold -  Willi-Peter Pitz (BMW 2002 Ti)
- ES5 à ES15 :  Simo Lampinen -  Sölve Andreasson (Lancia Fulvia coupé HF)
- ES16 à ES17 :  Håkan Lindberg -  Helmut Eisendle (Fiat 124 Spider)

### Vainqueurs d'épreuves spéciales
- Simo Lampinen -  Sölve Andreasson (Lancia Fulvia coupé HF) : 6 spéciales (ES 7, 9 à 11, 13, 15)
- Achim Warmbold -  Willi-Peter Pitz (BMW 2002 Ti) : 4 spéciales (ES 1 à 4)
- Günther Janger -  Harald Gottlieb (Volkswagen 1302 S) : 3 spéciales (ES 12, 14, 16)
- Rauno Aaltonen -  John Davenport (BMW 2002 Ti) : 1 spéciale (ES 5)
- Håkan Lindberg -  Helmut Eisendle (Fiat 124 Spider) : 1 spéciale (ES 6)
- Sergio Barbasio -  Piero Sodano (Lancia Fulvia coupé HF) : 1 spéciale (ES 8)
- Per Eklund -  Bo Reinicke (Saab 96 V4) : 1 spéciale (ES 17)

## Résultats des principaux engagés

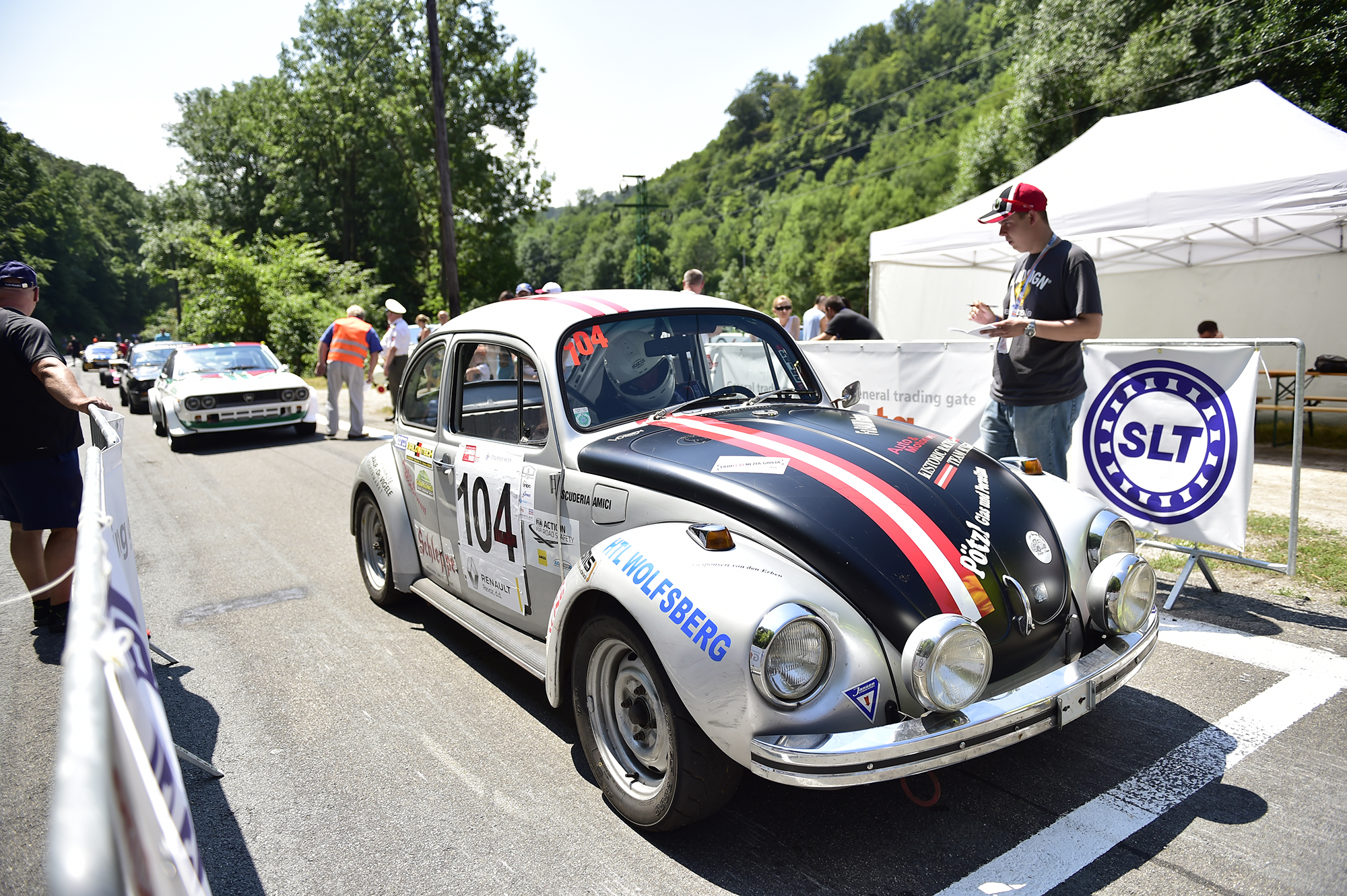
Une Volkswagen 1302 S Groupe 2 semblable à celle de Günther Janger, deuxième de la course.

| No | Pilote                 | Copilote              | Voiture                 | Groupe | Classement général                            | Class. groupe |
| -- | ---------------------- | --------------------- | ----------------------- | ------ | --------------------------------------------- | ------------- |
| 1  | Håkan Lindberg         | Helmut Eisendle       | Fiat 124 Spider         | 4      | 1er                                           | 1er           |
| 2  | Harry Källström        | Gunnar Häggbom        | Lancia Fulvia coupé HF  | 4      | ab. après la 8e spéciale (joint de culasse)   | -             |
| 3  | Rauno Aaltonen         | John Davenport        | BMW 2002 Ti             | 2      | ab. après la 5e spéciale (différentiel)       | -             |
| 4  | Alcide Paganelli       | Ninni Russo           | Fiat 124 Spider         | 4      | ab. après la 4e spéciale (moteur)             | -             |
| 5  | Simo Lampinen          | Sölve Andreasson      | Lancia Fulvia coupé HF  | 4      | ab. après la 15e spéciale (filtre à huile)    | -             |
| 6  | Stig Blomqvist         | Arne Hertz            | Saab 96 V4              | 2      | ab. dans la 2e spéciale (sortie de route)     | -             |
| 7  | Klaus Russling         | Wolfgang Weiss        | Alpine A110 1600 S      | 4      | ab. après la 16e spéciale (embrayage)         | -             |
| 8  | Sergio Barbasio        | Piero Sodano          | Lancia Fulvia coupé HF  | 4      | ab. dans la 16e spéciale (bielle coulée)      | -             |
| 9  | Achim Warmbold         | Willi-Peter Pitz      | BMW 2002 Ti             | 2      | ab. dans la 5e spéciale (sortie de route)     | -             |
| 10 | Günther Janger         | Harald Gottlieb       | Volkswagen 1302 S       | 2      | 2e à 8 min 00 s 5                             | 1er           |
| 11 | Gunnar Blomqvist       | Gerhard Kalnay        | Opel Ascona 1.9 SR      | 2      | 6e à 26 min 40 s 7                            | 4e            |
| 12 | Per Eklund             | Bo Reinicke           | Saab 96 V4              | 2      | 3e à 15 min 12 s 5                            | 2e            |
| 14 | Edgar Herrmann         | Reinhard Knoll        | Volkswagen 1302 S       | 2      | ab. après la 1re spéciale (hors délais)       | -             |
| 15 | Arnaldo Cavallari      | Massimo Rombolotti    | Lancia Fulvia coupé HF  | 4      | Forfait                                       | -             |
| 16 | Tony Fall              | Mike Wood             | BMW 2002 Ti             | 2      | ab. après la 1re spéciale (panne sèche)       | -             |
| 18 | Erich Haberl           | Johann Fritz          | Porsche 911 S           | 4      | 5e à 24 min 49 s 7                            | 2e            |
| 20 | Richard Bochnicek      | Sepp-Dieter Kernmayer | Citroën DS 21           | 2      | ab. dans la 1re étape (embrayage)             | -             |
| 21 | Kjell Ivarsson         | Franz Mikes           | Saab 96 V4              | 2      | ab. dans la 6e spéciale (arbre à cames)       | -             |
| 22 | Gernot Fischer         | Wolfgang Tazl         | Volkswagen 1302 S       | 2      | ab. dans la 6e spéciale (suspension arrière)  | -             |
| 23 | Georg Koltay           | Gunter Böhs           | BMW 2002 Ti             | 2      | ab. dans la 3e spéciale                       | -             |
| 24 | Heinz Weiner           | Judith Loos           | Lancia Fulvia coupé HF  | 4      | ab. dans la 2e étape (bielle coulée)          | -             |
| 25 | Friedrich Bernard Mann | Helmut Zitta          | Citroën DS 21           | 2      | ab. dans la 1re étape                         | -             |
| 27 | Georg Fischer          | Hans Siebert          | Volkswagen 1302 S       | 2      | ab. après la 16e spéciale (tige de culbuteur) | -             |
| 32 | Walter Lux             | Kurt Nestinger        | Citroën DS 21           | 1      | ab. après la 4e spéciale (sortie de route)    | -             |
| 33 | Herbert Grünsteidl     | Georg Hopf            | Volkswagen 1302 S       | 2      | 4e à 18 min 15 s 7                            | 3e            |
| 39 | Franz Wittmann         | Helmut Berger         | Volkswagen 1302 S       | 2      | ab. dans la 1re étape                         | -             |
| 45 | Victor Dietmayer       | Oswald Schurek        | BMW 2002 Ti             | 1      | 7e à 1 h 17 min 38 s 4                        | 1er           |
| 46 | Wolfgang Löffelmann    | Peter Wjzner          | Alfa Romeo Giulia Super | 1      | 8e à 1 h 58 min 52 s 9                        | 2e            |

## Classement du championnat à l'issue de la course
- attribution des points : 20, 15, 12, 10, 8, 6, 4, 3, 2, 1 respectivement aux dix premières marques de chaque épreuve (sans cumul, seule la voiture la mieux classée de chaque constructeur marque des points)[5].
- sur dix épreuves qualificatives prévues pour le championnat international des marques 1972, neuf ont été maintenues au calendrier : devant se dérouler du 19 au 24 juin, la 32e édition de la Coupe des Alpes a été annulée, faute d'un nombre suffisant de participants[6].

| Pos. | Marque         | Points | M-C | SUE | SAF | MAR | ACR | AUT | SAN | PRE | RAC |
| ---- | -------------- | ------ | --- | --- | --- | --- | --- | --- | --- | --- | --- |
| 1    | Lancia         | 67     | 20  | 12  | -   | 20  | 15  | -   |     |     |     |
| 2    | Porsche        | 53     | 15  | 15  | 15  | -   | -   | 8   |     |     |     |
| 3    | Fiat           | 43     | 3   | -   | -   | -   | 20  | 20  |     |     |     |
| 4    | Saab           | 32     | -   | 20  | -   | -   | -   | 12  |     |     |     |
| 5    | Ford           | 28     | 8   | -   | 20  | -   | -   | -   |     |     |     |
| 6    | Datsun         | 26     | 12  | -   | 8   | -   | 6   | -   |     |     |     |
| 7    | BMW            | 22     | -   | 6   | -   | -   | 12  | 4   |     |     |     |
| 8    | Opel           | 20     | 2   | 10  | -   | -   | 2   | 6   |     |     |     |
| 9    | Citroën        | 15     | -   | -   | -   | 15  | -   | -   |     |     |     |
| 9=   | Volkswagen     | 15     | -   | -   | -   | -   | -   | 15  |     |     |     |
| 11   | Peugeot        | 12     | -   | -   | 4   | 8   | -   | -   |     |     |     |
| 12   | Renault        | 10     | -   | -   | -   | 10  | -   | -   |     |     |     |
| 13   | Alpine-Renault | 7      | 4   | -   | -   | -   | 3   | -   |     |     |     |
| 14   | Alfa Romeo     | 3      | -   | -   | -   | -   | -   | 3   |     |     |     |